# Mu Piscium
Mu Piscium (μ Psc / 98 Piscium) és un estel en la constel·lació dels Peixos de magnitud aparent +4,84. No té nom propi encara que en l'astronomia xinesa formava la figura de Wae Ping al costat de les properes α, δ, ε, ζ, ν i ξ Piscium. Es troba a 304 ± 5 anys llum del Sistema Solar.
Com a molts estels del cel nocturn —valguin com a exemple Torcularis Septentrionalis (ο Piscium) o δ Piscium, en aquesta mateixa constel·lació— Mu Piscium és un gegant taronja. Té tipus espectral K4III i una temperatura efectiva de 4103 K. El seu diàmetre angular, mesurat de manera indirecta en diferents longituds d'ona i considerant l'enfosquiment de limbe, és de 2,58 ± 0,03 mil·lisegons d'arc; això permet avaluar el seu diàmetre real, resultant ser aquest 26 vegades més gran que el diàmetre solar. És 251 vegades més lluminosa que el Sol i té una massa estimada un 55 % major que la massa solar.
Mu Piscium té una metal·licitat —abundància relativa d'elements més pesats que l'heli— inferior a la meitat de la que té el Sol ([Fe/H] = -0,37). Així mateix, és especialment pobre en elements com a estronci, ceri i bari; l'abundància relativa d'aquest últim element és una quarta part de l'existent en el Sol.